# Idaea extrema
Idaea extrema är en fjärilsart som beskrevs av Bubacek 1923. Idaea extrema ingår i släktet Idaea och familjen mätare. Inga underarter finns listade i Catalogue of Life.